# Cervellini
Generazione cervellini è un programma radiofonico in onda il sabato e la domenica dalle 21 a mezzanotte su RTL 102.5, condotto e ideato da Martino Migli e Gabriele Sanzini. Il programma è dedicato agli italiani residenti all'estero che chiamando raccontano la loro storia (solitamente vi sono tre o quattro storie di italiani per puntata). La trasmissione nasce a marzo 2013 con una rubrica presente in "Music Drive", già condotta dal "Trio"; da gennaio 2014 diventa un vero e proprio format, andando in onda ogni weekend nella fascia 21-24. Durante i Mondiali di calcio 2014 il programma è andato in onda con il nome "Cervellini in Fuga ai Mondiali", dove il Trio commentava le partite dei mondiali che andavano in onda a mezzanotte, con ospiti e collegamenti. Da dicembre 2014 cambia titolo da Cervellini in fuga a Cervellini. Il 16 settembre 2017 il programma ha cambiato nome in Generazione Cervellini.
Una versione precedente del programma andò in onda nella stagione 2011/2012 sulle frequenze di Radio Popolare, col titolo di Notturno Express, appunto per l'orario di messa in onda. 
È anche in radiovisione sul canale 736 di Sky e sul canale 36 del digitale terrestre, e della piattaforma Tivùsat.